# Rudiobus
Rudiobus ist in der Mythologie der Name eines keltischen Gottes, der in einer einzigen Weihinschrift genannt wird.

## Fundort
Bei Steinbrucharbeiten wurden 1861 in Neuvy-en-Sullias (Cenabum / Aureliani, römische Provinz Lugdunensis; Département Loiret) mehrere gallo-römische Bronzestatuetten entdeckt: ein Pferd, ein Hirsch, drei Wildschweine und neun menschliche Figuren. Die Bronzen sollten offenbar in dem unterirdischen Raum, wo man sie fand, nur vorübergehend versteckt werden.
Die Inschrift wurde auf dem Sockel des tänzelnden Bronzepferdes gefunden. Dieser Bronzefund war auch anderen Gottheiten geweiht – darunter gallischen Interpretationes des römischen Gottes Mars. Der Name Rudiobus hat vermutlich einen Zusammenhang mit der Farbe Rot.